# Culicoides neoschultzei
Culicoides neoschultzei är en tvåvingeart som beskrevs av Boorman och Meiswinkel 1989. Culicoides neoschultzei ingår i släktet Culicoides och familjen svidknott.
Artens utbredningsområde är Oman. Inga underarter finns listade i Catalogue of Life.